# Kia K4
Der Kia K4 ist eine Mittelklasse-Limousine von Dongfeng Yueda Kia Motors, die als Kia ausschließlich in der Volksrepublik China verkauft wurde.

## Geschichte
Vorgestellt wurde das Fahrzeug zunächst als Konzeptfahrzeug im April 2014 auf der Beijing Auto Show. Im August 2014 wurde das Serienmodell auf der Chengdu Auto Show präsentiert. Kurz darauf kam es in China in den Handel. Drei Jahre später erhielt die Baureihe eine Modellpflege. Die technische Basis teilt sich der K4 mit dem ebenfalls ausschließlich in China angebotenen Hyundai Mistra der ersten Generation.

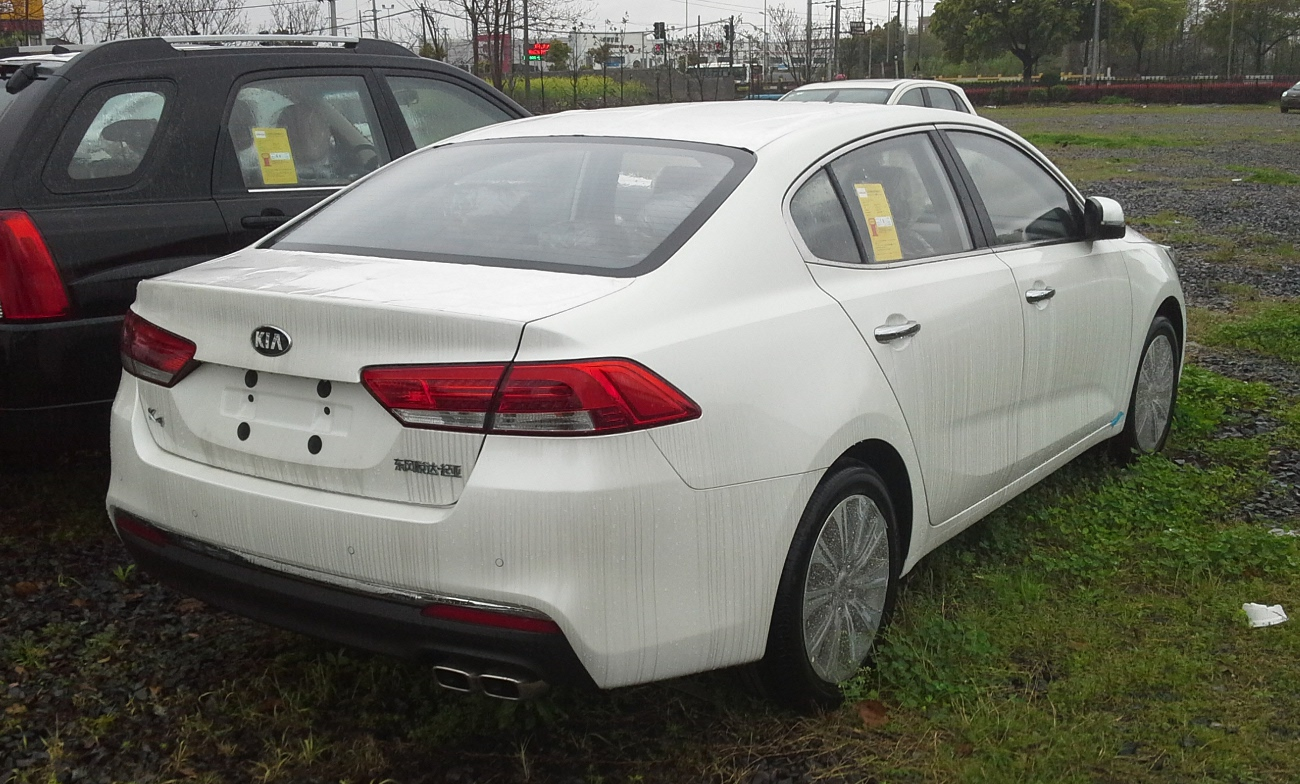
Heckansicht
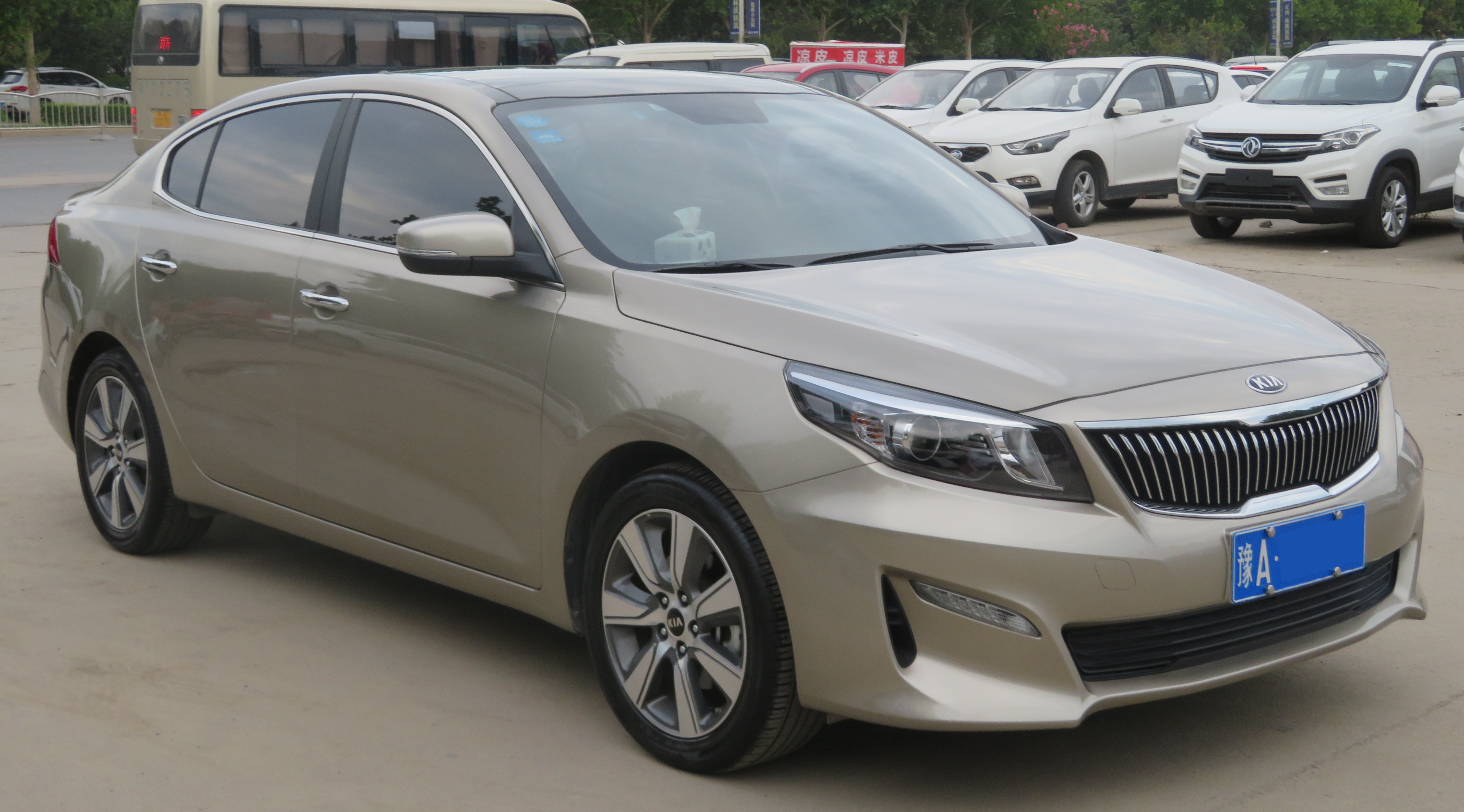
Kia K4 (2017–2020)
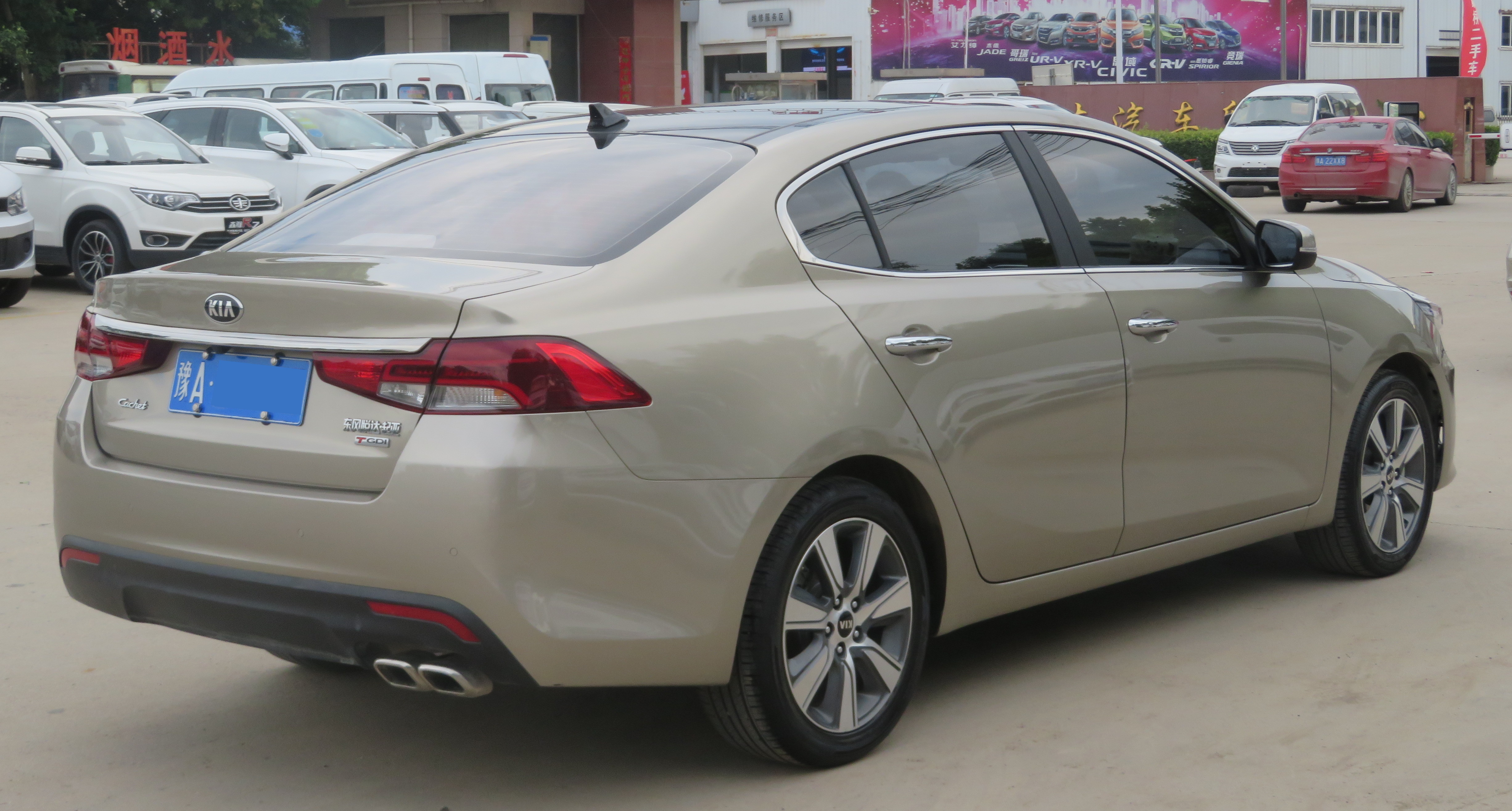
Heckansicht
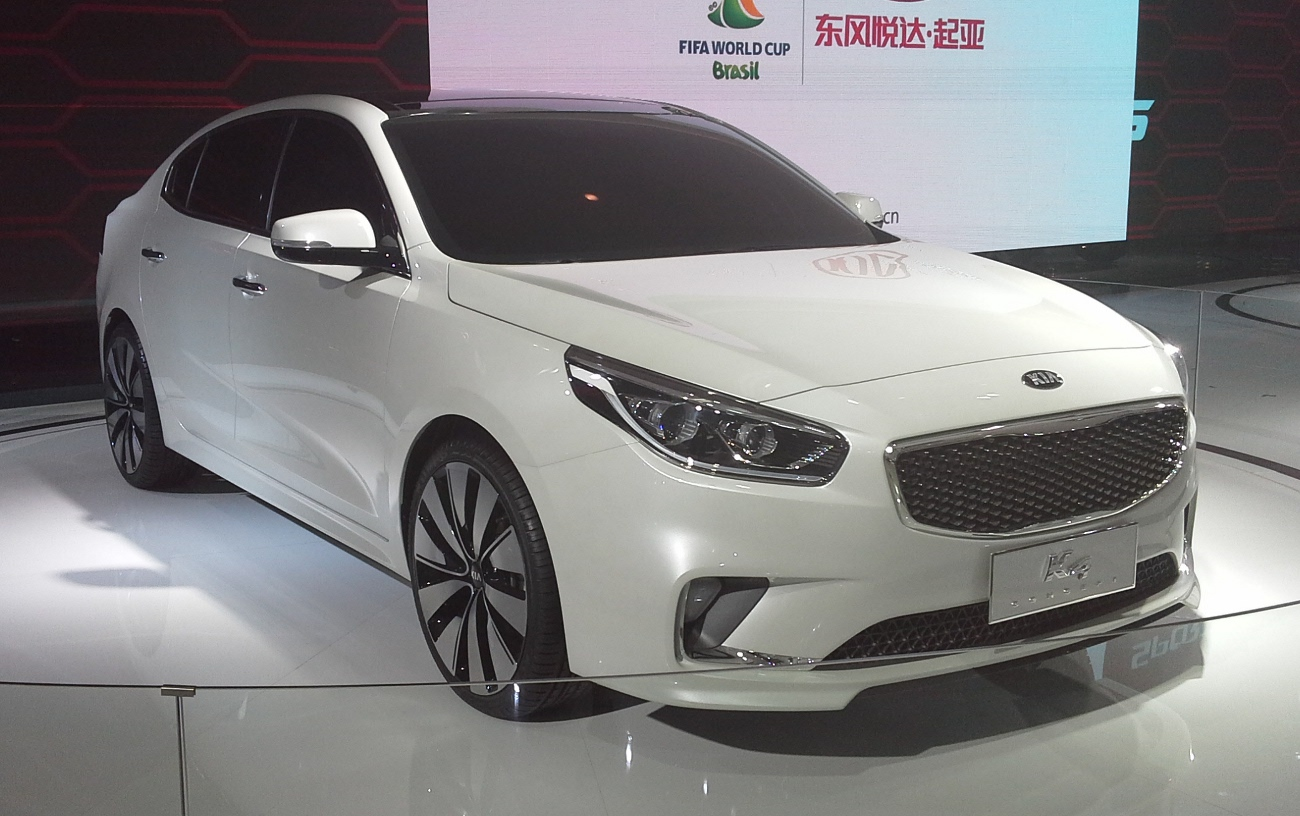
Kia K4 Concept auf der Beijing Auto Show 2014

## Technische Daten
Im K4 kommen die gleichen Motorisierungen wie im Hyundai Mistra zum Einsatz. Der Zweiliter-Benziner wurde genauso wie der 1,8-Liter-Benziner mit Schaltgetriebe mit dem Facelift 2017 eingestellt.
| Kenngrößen                                  | 1.6T                             | 1.8                           | 2.0                          |
| Bauzeitraum                                 | 09/2014–10/2020                  | 09/2014–10/2020               | 11/2013–08/2017              |
| Motorkenndaten                              |                                  |                               |                              |
| Motortyp                                    | R4-Ottomotor                     | R4-Ottomotor                  | R4-Ottomotor                 |
| Motoraufladung                              | Turbolader                       | —                             | —                            |
| Hubraum                                     | 1591 cm³                         | 1797 cm³                      | 1999 cm³                     |
| max. Leistung                               | 129 kW (175 PS) bei 5500/min     | 105 kW (143 PS) bei 6200/min  | 114 kW (155 PS) bei 6200/min |
| max. Drehmoment                             | 265 Nm bei 1500–4500/min         | 176 Nm bei 4500/min           | 192 Nm bei 4500/min          |
| Kraftübertragung                            |                                  |                               |                              |
| Antrieb, serienmäßig                        | Vorderradantrieb                 | Vorderradantrieb              | Vorderradantrieb             |
| Getriebe, serienmäßig                       | 7-Stufen-Doppelkupplungsgetriebe | 6-Gang-Schaltgetriebe         | 6-Stufen-Automatikgetriebe   |
| Getriebe, optional                          | —                                | (6-Stufen-Automatikgetriebe)  | —                            |
| Messwerte                                   |                                  |                               |                              |
| Höchstgeschwindigkeit                       | 210 km/h                         | 192 km/h (192 km/h)           | 195 km/h                     |
| Beschleunigung, 0–100 km/h                  | 8,2 s                            | k. A. (k. A.)                 | k. A.                        |
| Kraftstoffverbrauch auf 100 km (kombiniert) | 6,3–6,9 l Super                  | 7,3 l Super (6,5–7,3 l Super) | 7,5 l Super                  |
| Tankinhalt                                  | 62 l                             | 62 l                          | 62 l                         |

* Werte in runden Klammern gelten für Modelle mit optionalem Getriebe.